# Кердея (герб)

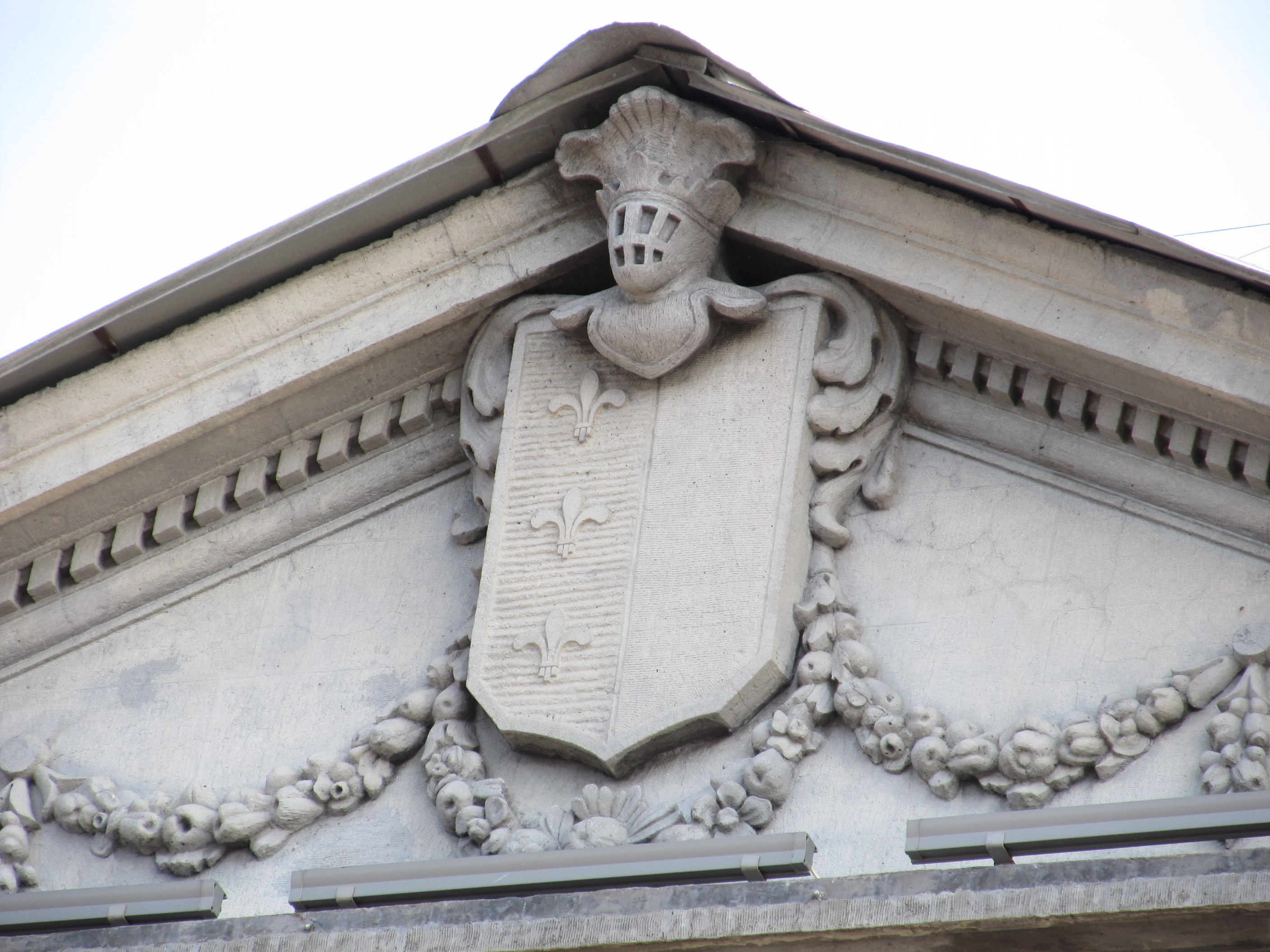
Герб на доме Тенишевых в Санкт-Петербурге, на Английской набережной, 14

Кердея (пол. Kierdeja) — польский дворянский герб.

## Описание и легенда
В щите, рассеченном на две половины, из которых правая, цвета голубого, носит изображение трех белых лилий, одна под другою расположенных, а левая сторона щита красная. На шлеме три страусовых пера.
Длугош повествует, что этот герб был пожалован в XIV веке Людвигом, королём Польским и Венгерским, витязю Кердею, отличившемуся при взятии замка Белза в 1377 году. Геральдик же Окольский полагает, что Кердей, сын Таркевиза, князя Перекопского, служил сперва в Польше, потом долгое время во Франции и за заслуги на поле брани получил от французских королей этот герб с тремя лилиями, который и был за ним утвержден королём Польским Людвигом.

## Герб используют

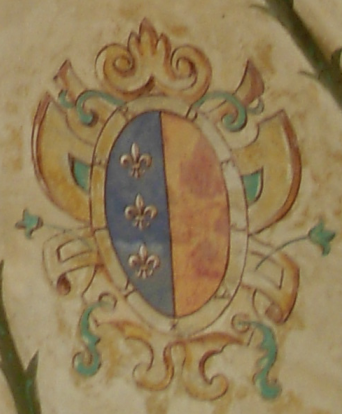
Герб в замке в Барануве-Сандомерском

Чаплиц (Czaplic), Czaplica, Dymsza, Dzius, Dziusa, Dziusz, Dziusza, Dżusa, Girdowicz, Girdziewicz, Girsztowt, Gubanov, Hojski, Hoscki, Hoski, Hościł, Hoścki, Hubczyc, Jarmund, Jarmundowicz, Kiemicki, Kierdej, Kierdejowicz, Kiernicki, Kosecki, Kotowski, Koziński, Krzywicki, Krzywiecki, Krzywięcki, Milski, Mniszyński, Mylski, Pochorecki, Pohorecki, Prochorowicz, Radziwonowski, Spikłoski, Szpanowski, Виельгорские (Wielhorski)